# Corydalis pseudodensispica
Corydalis pseudodensispica är en vallmoväxtart som beskrevs av Z. Y. Su och M. Liden. Corydalis pseudodensispica ingår i släktet nunneörter, och familjen vallmoväxter. Inga underarter finns listade i Catalogue of Life.